# 1000 Piazzia
1000 Piazzia (privremena oznaka 1923 NZ), asteroid glavnog pojasa. Otkrio ga je Karl Wilhelm Reinmuth, 12. kolovoza 1923. iz Heidelberga. Nazvan je po Giuseppeu Piazzi, otkrivaču prvog asteroida, 1 Ceres.

## Vanjske poveznice
- Minor Planet Center